# Punta Lechaud
Punta Lechaud (fr. Pointe Lechaud) – szczyt w Masywie Mont Blanc, w grupie Monte Berio Blanc-Mont de Mirande. Leży na granicy między Francją (departament Górna Sabaudia), a Włochami (region Dolina Aosty). Szczyt można zdobyć ze schroniska Rifugio Elisabetta Soldini (2195 m). Szczyt góruje nad lodowcem Ghiaccialo di Chavannes.